# Strašice, Strakonice
Strašice là một làng thuộc huyện Strakonice, vùng Jihočeský, Cộng hòa Séc.